# Norman Kemp Smith
Norman Kemp Smith (Dundee, 5 maggio 1872 – Edimburgo, 3 settembre 1958) è stato un filosofo scozzese, esponente del neorealismo inglese.
Fu professore di psicologia e filosofia a Princeton e poi di logica e metafisica all'Università di Edimburgo. È conosciuto soprattutto per la sua traduzione inglese della Critica della ragion pura di Immanuel Kant.
Il suo vero nome era Norman Smith, a cui aggiunse il cognome della moglie Amy Kemp dopo il matrimonio nel 1910.

## Opere
- Studies in the Cartesian Philosophy (New York: Macmillan, 1902)
- "The Naturalism of Hume (I)" and "The Naturalism of Hume (II)", Mind, 14 (1905) Nos. 54 and 55: 149–73 and 335–47
- "Subjectivism and Realism in Modern Philosophy", The Philosophical Review, 17 (1908) No. 2: 138–48
- "How Far Is Agreement Possible in Philosophy?", The Journal of Philosophy, Psychology, and Scientific Methods, 9 (1912) No. 26: 701–11
- "Kant's Relation to Hume and Leibniz", The Philosophical Review, 24 (1915) No. 3: 288–96
- A Commentary to Kant's 'Critique of Pure Reason (London: Macmillan, 1918)
- Prolegomena to an Idealist Theory of Knowledge (London: Macmillan, 1924)
- The Philosophy of David Hume: A Critical Study of Its Origins and Central Doctrines (London: Macmillan, 1941)
- New Studies in the Philosophy of Descartes (1951)